# Зайко Яків Якович
Я́ків Я́кович Зайко́ (біл. Якаў Якаўлевіч Зайко; 4 квітня 1940, с. Делятичі, Новогрудський район, Гродненська область, Білоруська РСР — 18 лютого 2014, Київ, Україна) — український громадсько-політичний діяч, журналіст і письменник білоруського походження. Народний депутат України 12 (1) скликання.
Головний редактор газети «Голос громадянина», серій книг «Верховна Рада України» та «Літопис державотворення». Загинув 18 лютого 2014 року під час боїв на вулиці Інститутській, Герой України.

## Життєпис
Національність — білорус.
Батько Яків Васильович (1899—1999); мати Ольга Олександрівна (1918—2000); громадянська дружина до 2008 р. Лідія Петрівна (* 1958); троє дітей від попередніх шлюбів.
- З 1957 — бетонник БМУ № 74, місто Житомир.
- З 1957 — учень, Житомир. ТУ № 5.
- З 1959 — столяр БМУ № 9, місто Бердянськ.
- З 1960 — столяр, Житомир. ЦРММ.
- З 1962 — слюсар, Житомирський льонокомбінат.
- З 1965 — газета «Радянський шлях», місто Бердичів (завідувач відділу).
- З 1967 — газета «Промінь», смт Лугини, Житомирської області (відповідальний секретар).
- З 1968 — з-д «Електровимірювач», місто Житомир (редактор радіомовлення).
- З 1970 — обласна молодіжна газета «Комсомольська зірка», місто Житомир (завідувач відділу).
- З 1973 — газета «Зоря комунізму», місто Житомир (відповідальний секретар, заступник редактора).
- З 1984 — інформаційний вісник «Новини Житомирщини» (редактор); секретар правління обласної організації СЖУ.
- З 1989 — журналістський кооператив «Посередник» (голова); газета «Трудова Волинь», м. Житомир (головний редактор); газета «Фермер — вільний селянин», м. Київ (головний редактор).

Член СЖУ (з 1964).
Член КПРС (1970—1989).
Закінчив заочно ВПШ при ЦК КПРС, журналіст.
Народний депутат України 12 (1) скликання з березня 1990 (2-й тур) до квітня 1994 (Богунський виборчий округ № 153, Житомирська область). Член Комісії з питань гласності та засобів масової інформації. Входив до Народної Ради.
Співголова Громадянського фронту сприяння перебудові (Житомирщина; 1989—1993).
Державний службовець 1-го рангу (05.2002).
Учасник акцій протесту в Україні у грудні 2013 — лютому 2014 року.
18 лютого 2014 помер від інфаркту внаслідок атаки «Беркуту» на барикади на вулиці Інститутській у Києві.
Похований на Корбутівському кладовищі у Житомирі.

## Вшанування пам'яті
- 18 лютого 2016 на будівлі однієї з шкіл Житомира відкрито дошку пам'яті Якова Зайка.[5]
- 19 лютого 2016 року одна з перейменованих вулиць Житомира названа на честь Якова Зайка[6].
- У багатьох містах України є Вулиця Героїв Небесної Сотні, до якої належав і Яків Зайко.

## Нагороди
- Звання Герой України з удостоєнням ордена «Золота Зірка» (21 листопада 2014, посмертно) — за громадянську мужність, патріотизм, героїчне відстоювання конституційних засад демократії, прав і свобод людини, самовіддане служіння Українському народу, виявлені під час Революції гідності[7]
- Орден «За заслуги» ІІ ст. (23 серпня 2011) — за значний особистий внесок у становлення незалежності України, утвердження її суверенітету та міжнародного авторитету, заслуги у державотворчій, соціально-економічній, науково-технічній, культурно-освітній діяльності, сумлінне та бездоганне служіння Українському народові[8]
- Орден «За заслуги» ІІІ ст. (15 серпня 1997) — за особисті заслуги у розвитку української державності, активну законотворчу роботу та з нагоди шостої річниці незалежності України[9]
- Почесна Грамота ВР України (10.2002)
- Медаль «За жертовність і любов до України» (УПЦ КП, червень 2015) (посмертно)[10]

## Твори
- 6-томне людинознавче дослідження «Духовність життєдій» (1957—2005): т. 1 — «Мистець», т. 2 — «Заручники недолі», т. 3 — «Так!», т. 4 — «Трагедія Сталіна», т. 5 — «Рух душі», т. 6 — «Сам = Бог».
- Трилогія «Юля» (1998—2005): т. 1 — «Роман з Юлією Тимошенко», т. 2 — «Ритм Всесвіту», т. 3 — «Юля! Я тебе люблю!».
- Дилогія «Месія» (2000—2006): т. 1 — «Любі друзі», т. 2 — «Місія Ющенка».
- Книги видані малими тиражами (50-100 прим.) коштом автора.
- Головний редактор серії книг «Літопис державотворення»: «Декларація про державний суверенітет України», «Незалежність України», «Конституція України», «Парламент» (видання Асоціації народних депутатів України).